# La Ferrière-au-Doyen

La Ferrière-au-Doyen este o comună în departamentul Orne, Franța. În 2009 avea o populație de 200 de locuitori.